# ترافيس إيفي
ترافيس إيفي (بالإنجليزية: Travis Ivey)‏ هو لاعب كرة قدم أمريكية أمريكي، ولد في 22 ديسمبر 1986.